# Buchbrunn
Buchbrunn est une commune de Bavière (Allemagne), située dans l'arrondissement de Kitzingen, dans le district de Basse-Franconie.